# 유병률

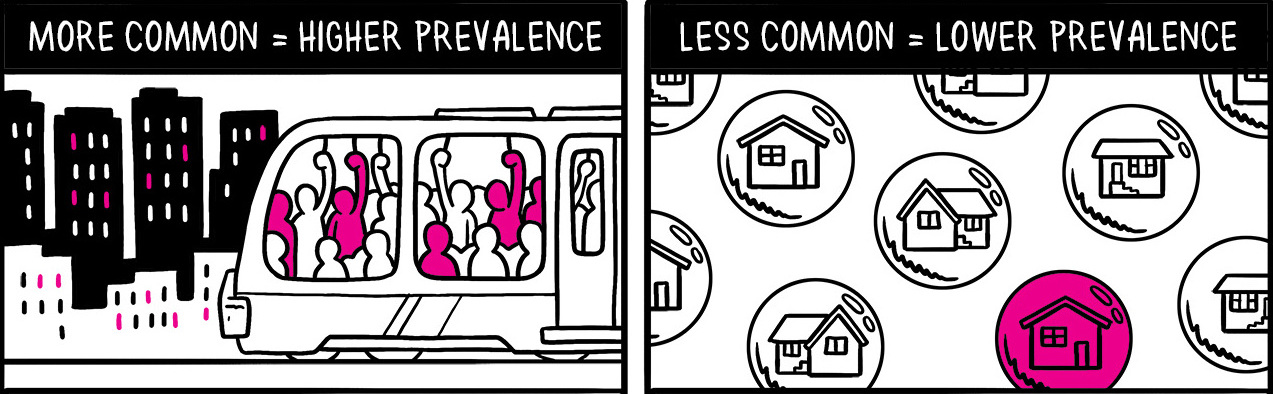

유병률은 역학에서 특정 시간에 질병의 영향을 받는 특정 개체수의 비율이다. 연구 대상인 총 사람 수와 질환이 있는 것으로 밝혀진 사람 수를 비교함으로써 도출해내며 보통 백분율, 10,000명 또는 100,000명 당 사례수 등의 단위를 사용한다. 설문지 연구에 자주 사용된다.

## 같이 보기
- 희귀질환
- 기저율 오류